# American Crime
American Crime – amerykański antologiczny serial telewizyjny (dramat kryminalny), wyprodukowany przez ABC Studios. Twórcą serialu jest John Ridley. American Crime był emitowany od 5 marca 2015 roku do 30 kwietnia 2017 roku przez ABC.
7 maja 2015 roku, stacja ABC ogłosiła zamówienie 2 sezonu, który składał się z 10 odcinków. W Polsce serial jest emitowany od 8 marca 2016 roku przez FilmBox Premium. 13 maja 2016 roku stacja ABC ogłosiła zamówienie 3 sezonu. 11 maja 2016 roku stacja ABC ogłosiła zakończenie produkcji serialu po 3 sezonie.

## Fabuła
Każdy sezon jest oddzielną całością, poszczególne serie nie są związane ani postaciami, ani linią fabularną.

### Sezon 1
Fabuła serialu skupia się na młodym małżeństwie, które zostaje brutalnie zaatakowane, a życie ich rodzin zostaje zamienione w piekło. Policja chce jak najszybciej zamknąć tę sprawę, ale przez przypadek wychodzą na jaw skrywane tajemnice.

## Obsada

### Główne
- Felicity Huffman jako Barb Hanlon[6]
- Timothy Hutton jako Russ Skokie[7]
- W. Earl Brown jako Tom Carlin
- Richard Cabral jako Hector Tonz[8]
- Caitlin Gerard jako Aubry Taylor[9]
- Benito Martinez jako Alonzo Gutierrez
- Penelope Ann Miller jako Eve Carlin[10]
- Elvis Nolasco jako Carter Nix[9]
- Johnny Ortiz jako Anthony "Tony" Gutierrez[8]

### Role drugoplanowe
- Regina Kingjako Aliyah Shadeed[11]
- Lili Taylor jako Nancy Straumberg
- Gleendylis Inoajako Jennifer "Jenny" Gutierre
- Kira Pozehl jako Gwendolyn "Gwen" Skokie,
- Grant Merritt jako Matt Skokie
- David Hoflin jako Mark Skokie
- Gwendoline Yeo jako Richelle
- Bob Hess jako Michael Taylor
- Joe Nemmers jako Rick Soderbergh
- Brent Anderson jako Chuck Palmer, detektyw
- Todd Terry jako Jackson

## Sezon 2

### Główne
- Felicity Huffman jako Leslie Graham[12]
- Timothy Hutton jako Dan Sullivan[12]
- Elvis Nolasco jako Chris Dixon[13]
- Regina King jako Terri LaCroix[14]
- Angelique Rivera jako Evy Dominguez[15]
- Connor Jessup jako Taylor Blaine[15]
- Joey Pollari jako Eric Tanner[16]
- Trevor Jackson jako Kevin Lacroix[17]
- Lili Taylor jako Anne Blaine

### Role drugoplanowe
- Richard Cabral jako Sebastian De La Torre[13]
- Hope Davis jako Steph Sullivan[18]
- André Benjamin jako Micheal LaCroix, architekt[19]
- Emily Bergl jako Lillah Tanner[20]
- Christopher Stanley jako Charles[21]
- Faran Tahir jako Rhys Bashir
- Brent Anderson jako Curt Tanner
- Stephanie Sigman jako Monica Ava
- Lynn Blackburn jako Cammy Ross
- Sky Azure Van Vliet jako Becca Sullivan
- Michael Seitz jako Wes Baxter
- Ty Doran jako Peter Tanner

## Sezon 3

### Główne
- Felicity Huffman jako Jeanette Hesby[22]
- Regina King jako Kimara Walters[23]
- Connor Jessup jako Coy Henson[24]
- Benito Martinez jako Luis Salazar[25]
- Lili Taylor jako Clair Coates[26]
- Timothy Hutton jako Nicholas Coates[27]
- Richard Cabral jako Isaac Castillo

### Role drugoplanowe
- Janel Moloney jako Raelyn[28]
- Sandra Oh jako Abby Tanaka[29]
- Ana Mylvoy-Ten jako Shae Reese[30]
- Tim DeKay jako JD Hesby[31]
- Mickaëlle X. Bizet jako Gabrielle Durand[32]
- Cherry Jones jako Laurie Ann Hesby
- Dallas Roberts jako Carson Hesby
- Clayton Cardenas jako Diego Castillo

## Odcinki
| Sezon | Sezon | Odcinki | Oryginalna emisja | Oryginalna emisja | Oryginalna emisja   | Oryginalna emisja    | Oryginalna emisja |
| Sezon | Sezon | Odcinki | Premiera sezonu   | Finał sezonu      | Premiera sezonu     | Finał sezonu         |                   |
| ----- | ----- | ------- | ----------------- | ----------------- | ------------------- | -------------------- | ----------------- |
|       | 1     | 11      | 5 marca 2015      | 14 maja 2015      | 8 marca 2016        | 5 kwietnia 2016      |                   |
|       | 2     | 10      | 6 stycznia 2016   | 9 marca 2016      | 1 października 2016 | 29 października 2016 |                   |
|       | 3     | 8       | 12 marca 2017     | 30 kwietnia 2017  | brak danych         | brak danych          |                   |

## Produkcja
9 maja 2014 roku, ABC zamówiła serial na sezon telewizyjny 2014/15, którego emisja jest zaplanowana na midseason.